# 安妮·海林
安妮·海林（芬蘭語：Anne Helin，1987年1月28日—），芬兰女子冰球运动员，场上位置是前锋。她曾代表芬兰国家队参加2010年冬季奥林匹克运动会冰球比赛，获得一枚铜牌。